# Rosellinia
Rosellinia è un genere di Fungi appartenente alla classe degli Ascomycota. Comprende specie agenti di marciumi radicali di piante arboree ed erbacee. Tali specie non sono tuttavia strettamente parassite, in quanto possono vivere come saprofite sui residui di radici, pertanto sopravvivono a lungo nel terreno. Un'altra caratteristica dei funghi di questo genere è che si diffondono nel terreno attraverso cordoni di "rizomorfe", cioè fasci di ife, per cui possono passare da una pianta malata alle piante sane circostanti; l'infezione pertanto si diffonde a macchia d'olio. Per le ragioni anzidette, la lotta contro questo genere di funghi parassiti è difficoltosa. 
Le specie appartenenti al genere Rosellinia sono:
- Rosellinia necatrix
- Rosellinia aquila
- Rosellinia quercina